# Potencjalna produkcyjność siedliska
Potencjalna produkcyjność siedliska – możliwa do uzyskania w danych warunkach siedliskowych, wielkość przyrostu sumarycznej produkcyjności w ciągu cyklu produkcji. Przez potencjalną produkcyjność siedliska można rozumieć produkcję drewna, która może być zrealizowana przez określony genotyp oraz sposób gospodarowania (Skovsgaard i Vanclay 2007).
Przez gospodarowanie można wpływać na produkcyjność przez:
- Przygotowanie siedliska
- Wybór zabiegów hodowlanych
- Dobór gatunku
- Proweniencji
- Więźby
- Trzebieży
- Sposobu odnowienia

Tak zdefiniowana potencjalna produkcyjność zależy głównie od warunków siedliskowych.